# Lysekrone
En lysekrone er en forgrenet dekorativ lyskilde fastgjort i loftet. Lysekroner er ofte ornamenterede og har kærter eller pærer. De kan være dekoreret med glas- eller krystalprismer for at øge effekten.

## Historie
De tidligste lysekroner havde vokslys og blev brugt af de rige i middelalderen. De var trækors med en pig gennem enden af hver arm til lysene. De blev hejst op under loftet med et reb eller en kæde.
Fra 1400-tallet blev dekorative lysekroner med ringe eller kroner populære i paladser og hos adelen, gejstligheden og købmænd. De var kostbare og blev et statussymbol. De blev efter reformationen ofte doneret til kirker.
Ved begyndelsen af 1700-tallet var mange hjem i den voksende købmandsklasse smykket med støbte lysekroner med lange, buede arme til mange lys. Nyklassicistiske motiver blev populære i støbt metal eller udskåret og forgyldt træ. Blykrystal med evnen til at sprede lys blev hurtigt populært i krystallysekroner.
Mere komplekse og omfattende lysekroner blev udviklet i 17- og 1800-tallet, men indførelsen af gas og elektricitet forringede lysekronens status. Midt i 1800-tallet blev mange lysekroner til levende  lys konverteret til gas, og nye lysekroner alene til gas kom til. De hed gasoliers, der er en portmanteau af gas og det engelske ord for lysekrone chandelier. Med elektrisk lys i 1890'erne var nogle lysekroner både til gas og elektricitet. Snart blev lysekroner udelukkende til elektricitet almindelige. Hen mod slutningen af 1900-tallet blev lysekroner brugt som et dekorativt element uden at kunne lyse.
Verdens største bøhmisk krystallysekrone er i dag i Dolmabahçe Paladset i Istanbul. Den var en gave fra dronning Victoria af Storbritannien og har 750 lys og vejer 4,5 ton. Dolmabahçe har den største samling af bøhmisk og Baccarat krystallysekroner i verden, og en af de store trapper har balustre af Baccarat-krystal.

## Eksterne links
- Wikimedia Commons har flere filer relateret til Lysekrone